# Too Hood
Too Hood är en sång med den amerikanska R&B-sångerskan Monica, skriven av Bryan Michael Cox, Harold Lilly, Jermaine Dupri och henne själv för sångerskans tredje studioalbum All Eyez on Me (2002). Sången gavs ut som skivans andra och sista singel under det tredje kvartalet av 2002. Singeln hade minimal framgång på diverse musiklistor med en 11:e placering på USA:s singellista Bubbling Under R&B/Hip-Hop Singles.  
"Too Hood", släpptes i september 2002 som en uppföljare till skivans ledande singel och titelspår "All Eyez on Me". Efter att båda de båda musiksinglarna hade minimal inverkan på musiklistor släpptes musikalbumet endast i Japan. CD:n omproducerades till stor del och släppes i övriga delar av världen under namnet After the Storm.

## Format och innehållsförteckningar

### 12" vinyl singel
1. "Too Hood" (radio edit) - 3:55
2. "Too Hood" (radio edit - without rap) - 3:23
3. "Too Hood" (instrumental) - 3:55
4. "Too Hood" (call out hook) - 1:14

## Listor
| Lista (2003)                                    | Topposition |
| ----------------------------------------------- | ----------- |
| US Billboard Bubbling Under R&B/Hip-Hop Singles | 11          |
| U.S. Billboard Hot R&B/Hip-Hop Sales            | 61          |